# Federação Cearense de Futebol de Salão
A Federação Cearense de Futsal é uma  entidades de administração da modalidade Futsal  no Estado do Ceará, tendo sido fundada em 27 de janeiro de 1956 e está filiada a Confederação Brasileira de Futebol de Salão. Realiza várias competições e campeonatos no Ceará:  Campeonato Cearense de Futsal em todas as Categorias, Copa Estado do Ceará Futsal e o Campeonato Cearense de Seleções Municipais.